# Umberto Galimberti

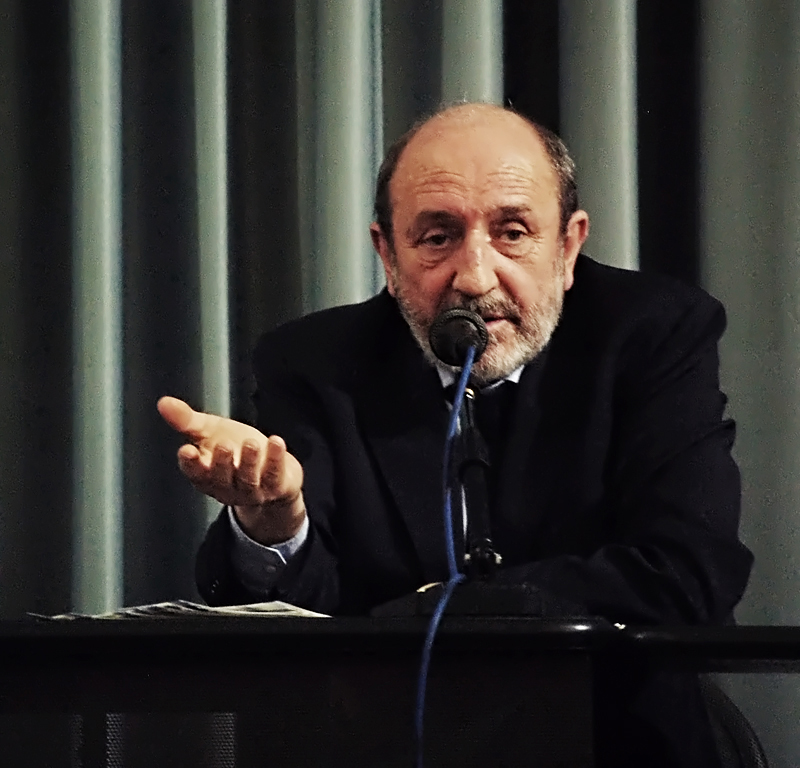
Umberto Galimberti

Umberto Galimberti (ur. 2 maja 1942 w Monzy) – filozof, psycholog, psychoanalityk, wykładowca uniwersytecki.

## Życiorys
Znał i spotykał regularnie Karla Jaspersa, którego jest jednym z najważniejszych tłumaczy i popularyzatorów we Włoszech. Do 1978 był nauczycielem filozofii w gimnazjum i liceum Zucchi w Monzy. 
W 1976 został mianowany profesorem antropologii kultury na świeżo utworzonej Katedrze Literatury i Filozofii Uniwersytetu Ca’ Foscari w Wenecji, gdzie naucza do dzisiaj. W 1983 został profesorem nadzwyczajnym filozofii historii, a od 1999 jest profesorem zwyczajnym filozofii historii i psychologii dynamicznej. Wykładał ponadto filozofię moralności. 
Od 1985 jest członkiem zwyczajnym International Association for Analytical Psychology oraz od 2003 wiceprzewodniczącym Włoskiego Stowarzyszenia Porad Filozoficznych „Phronesis” (wł. Associazione Italiana per la Consulenza Filosofica). W 2006 był docentem na Duchowych Wakacjach (Vacances de l'Esprit), odbywających się od 1995 w Soprabolzano we włoskim Tyrolu.
W latach 1987–1995 współpracował z dziennikiem „Il Sole 24 Ore”, a następnie z „La Repubblica”, zabierając głos na temat aktualnych wydarzeń oraz w sprawach szeroko rozumianej kultury. Zajmuje się działem listownym Republiki Kobiet (wł. Repubblica delle Donne) – cotygodniowej wkładki do „La Repubblica”. W 2002 przyznano mu międzynarodową nagrodę „Mistrza i zdrajcy psychoanalizy”.

## Publikacje
- Heidegger, Jaspers i zmierzch Zachodu / Heidegger, Jaspers e il tramonto dell’Occidente (1975)
- Język i cywilizacja / Linguaggio e civiltà (1977, 1984)
- Psychiatria i fenomenologia / Psichiatria e fenomenologia (1979), Feltrinelli
- Ciało / Il corpo, Feltrinelli, Milano, 1983 (nagroda międzynarodowa S. Valentino d’oro, Terni, 1983)
- Ziemia bez zła. Jung od nieświadomości do symbolu / La terra senza il male. Jung dall'inconscio al simbolo, Feltrinelli, Milano, 1984 (nagroda Fregene, 1984)
- Antropologia kulturowa / Antropologia culturale, w Gli strumenti del sapere contemporaneo, Utet, Torino, 1985
- Zaproszenie do myśli Martina Heideggera / Invito al pensiero di Martin Heidegger, Mursia, Milano, 1986
- Rozdźwięki duszy / Gli equivoci dell'anima, Feltrinelli, Milano, 1987
- Parodia symboliki / La parodia dell’immaginario w W. Pasini, C. Crepault, U. Galimberti, Symbolika płciowa, Cortina, Milano, 1988
- Gra opinii / Il gioco delle opinioni, Feltrinelli, Milano, 1989
- Idee: oto katalog / Idee: il catalogo è questo, Feltrinelli, Milano, 1992
- Słowa nomady / Parole nomadi, Feltrinelli, Milano, 1994
- Krajobrazy duszy / Paesaggi dell'anima, Mondadori, Milano, 1996
- Psyche i techne. Człowiek w wieku techniki / Psiche e techne. L'uomo nell'età della tecnica, Feltrinelli, Milano, 1999
- Psychologia / Psicologia, Garzanti, Milano [le "garzantine"], 1999
- A teraz? Wymiar ludzki i wyzwania nauki / E ora? La dimensione umana e le sfide della scienza (dyskusja z Edoardo Boncinelli i Giovanni Maria Pace), Einaudi, Torino, 2000
- Ślady sacrum / Orme del sacro, Feltrinelli, Milano, 2000 (nagroda Corrado Alvaro 2001)
- Lampa psychiki / La lampada di psiche, Casagrande, Bellinzona, 2001
- Nałogi główne i nałogi nowe / I vizi capitali e i nuovi vizi, Feltrinelli, Milano, 2003
- Sprawy miłości / Le cose dell'amore, Feltrinelli, Milano, 2004
- Zmierzch Zachodu w lekturze Heideggera i Jaspersa / Il tramonto dell'Occidente nella lettura di Heidegger e Jaspers, Feltrinelli, Milano, 2005
- Filozofia i biografia / Filosofia e biografia z Luca Grecchi, Petite Plaisance, Pistoia, 2005
- Dom psyche. Od psychoanalizy do praktyki filozoficznej / La casa di psiche. Dalla psicoanalisi alla pratica filosofica, Feltrinelli, Milano, 2005 (nagroda międzynarodowa Cesare De Lollis 2006)
- Słownik psychologii / Dizionario di psicologia, nowe wydanie, Utet, Torino, 2006
- Psychiatria i fenomenologia / Psichiatria e fenomenologia, Feltrinelli, Milano, 2006
- Niepokojący gość. Nihilizm i młodzi / L'ospite inquietante - il nichilismo e i giovani, Feltrinelli, Milano, 2007
- Tajemnica pytania. Wokół spraw ludzkich i boskich / Il segreto della domanda. Intorno alle cose umane e divine, Apogeo, Milano, 2008
- Śmierć działania i pierwszeństwo robienia w wieku techniki / La morte dell'agire e il primato del fare nell'età della tecnica, Alboversorio, Milano, 2009
- Mity naszych czasów / I miti del nostro tempo, Feltrinelli, Milano, 2009